# Odynerus alariformis
Odynerus alariformis är en stekelart som beskrevs av Henri Saussure. Odynerus alariformis ingår i släktet lergetingar, och familjen Eumenidae. Inga underarter finns listade i Catalogue of Life.